# 경복궁 중건

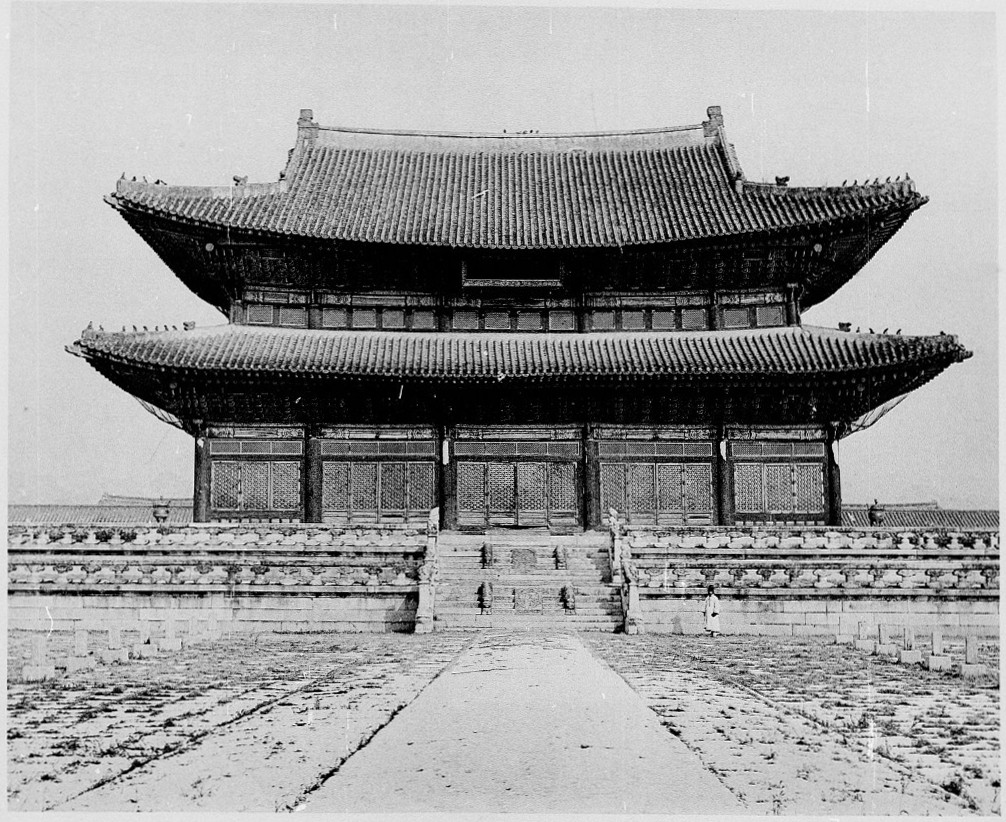
경복궁 근정전 (1900년경)

경복궁 중건(景福宮 重建)은 조선(朝鮮) 시대 말기 수렴청정을 하였었던 신정왕후(神貞王后)에게서 지시를 받은 흥선대원군 이하응(興宣大院君 李昰應)이 정원용(鄭元容), 조두순(趙斗淳), 이경재(李景在), 김병학(金炳學) 등 4명의 역대 영의정(領議政)들과 야합하여 1865년(고종 2년)부터 1872년(고종 9년)까지 행한 궁궐 중건이다. 경복궁 중건을 흥선대원군이 지휘함으로써 약9년여의 권력(섭정)을 장악하게 된다. 그러나 경복궁 중건의 비용이 많이 나와 이유원(李裕元)과 최익현(崔益鉉) 등에게 통렬히 경고 및 비판 등을 받으며 결국 흥선대원군 이하응(興宣大院君 李昰應)은 1873년 권불십년(權不十年)처럼 섭정 권좌에서 9년여만에 물러나게 된다.

## 배경
세도정치로 말미암아 왕실의 위신이 떨어진 조선 말기에 고종이 즉위하자 정권을 잡게 된 흥선대원군은 왕실의 존엄성을 천하에 과시하여 중흥(中興)의 기세를 높이고자 임진왜란 때 타버린 경복궁의 중건을 착수했다. 경복궁은 조선시대의 법궁으로 태조가 창건한 것인데 1592년(선조 25년) 임진왜란 때 타버린 후 국가의 재정이 부족하여 그대로 내버려 둔 채로 있었다. 순조(純祖) 말엽에 효명세자가 중건을 계획하다가 일찍 죽어서 뜻을 이루지 못하고, 헌종 때도 계획은 했으나 실행하지 못하였다.

## 경과

흥선대원군 초상 (1869년)

흥선대원군은 1865년 4월 26일(고종 2년 음력 4월 2일) 고종의 수렴청정을 하던 신정왕후의 지시로 경복궁 중건의 계획을 발표하고 영건도감(營建都監)을 두어 공사에 착수하니 찬·반의 의견이 분분했으나 대원군이 그 총책임을 맡고 일을 그대로 추진했다.
처음에는 백성들의 부역에 신중을 기하고 관리와 일반 백성 및 종친(宗親)들에게 고루 원납전을 강제로 바치게 하였으므로 자진하여 부역하는 사람들이 많았으며 대원군도 이들을 위해 위로금도 지급하고 무동대(舞童隊)·농악대(農樂隊) 혹은 남사당패를 동원하여 격려·고무하여 공사는 순조롭게 진행되었다. 큰 재목(材木)이 필요하여 능(陵)의 산림에서도 나무를 베어다 썼는데, 다음 해 음력 3월에 재목장에 큰 불이 나서 건축 작업 전체에 큰 지장을 초래하였다.
1866년 3월 화재가 발생, 전각과 재목이 소실되자 흥선대원군은 대노하여 흥인군과 이경하를 투옥, 처형하려고 했으나 중신들의 만류로 그만두었다. 당시 마감용 목재에 기름칠을 하는 창고에서 불이 나 800여 칸에 쌓아 둔 목재가 모두 타버려 공사가 중단될 처지에 놓였다. 공사를 시작한지 1년 만의 일이었다. 흥선대원군은 공사 책임자인 이경하와 흥인군을 불러 면전에서 크게 질책하며 극형에 처하도록 했으나 여러 조정 대신들의 간언으로 원상 복구의 책임만 지게 되었다.
| “ | 지금까지 벌목한 나무는 국유림에서 가져온 것이니 지금부터는 산 주인과 묘 주인의 허락 여부는 상관하지 말고 사유림에서 벌목하도록 하라! | ” |

그러나 이경하와 흥인군은 목재가 더 이상 나올 곳이 없다며 오히려 죄를 청했다. 이에 흥선대원군은 크게 화를 냈다.
그러나 대원군은 초지일관하여 공사를 추진시켜서 강원도·함경도의 재목은 뗏목으로 운반해 오고, 각처에서 석재(石材)를 모아들이는 한편 서낭당의 큰 돌이나 재목도 공출케 하고, 양반 집안의 묘지에서도 목재를 마구 베어 왔다. 경비가 차차 옹색해지자 원납전을 받고 벼슬을 파는가 하면 세금을 올리고, 심지어는 서울의 성문을 출입하는 데도 세금을 부과하고 당백전을 발행하는 등 무리한 일을 강행하였다.
이리하여 1872년(고종 9) 조선 말기의 건축·공예·미술의 결정(結晶)이라고 할 만한 경복궁의 중건이 이루어졌다. 그러나 이 일은 결과적으로 양반 귀족으로부터 일반 백성에 이르기까지 원망의 대상이 됐으며, 경제적인 파탄을 초래하여 대원군 몰락의 한 원인이 되었다.

## 같이 보기
- 경복궁
  - 근정전
- 흥선대원군
- 당백전